# Terell Thomas
Terell Mondasia Thomas (Rainham, 18 ottobre 1995) è un calciatore santaluciano con cittadinanza britannica, difensore del Carlisle Utd e della nazionale santaluciana.

## Carriera

### Club
Ad eccezione di due presenze in Championship con il Reading nella seconda parte della stagione 2021-2022, ha sempre giocato nella terza  e nella quinta divisione inglese.

### Nazionale
Nel giugno del 2022 viene convocato per la prima volta in nazionale maggiore. Il 9 giugno 2022 ha esordito con la nazionale santaluciana, disputando l'incontro di CONCACAF Nations League vinto per 0-1 contro la Dominica.

## Statistiche

### Presenze e reti nei club
Statistiche aggiornate al 20 settembre 2022.
| Stagione             | Squadra              | Campionato           | Campionato | Campionato | Coppe nazionali | Coppe nazionali | Coppe nazionali | Coppe continentali | Coppe continentali | Coppe continentali | Altre coppe | Altre coppe | Altre coppe | Totale | Totale |
| Stagione             | Squadra              | Comp                 | Pres       | Reti       | Comp            | Pres            | Reti            | Comp               | Pres               | Reti               | Comp        | Pres        | Reti        | Pres   | Reti   |
| -------------------- | -------------------- | -------------------- | ---------- | ---------- | --------------- | --------------- | --------------- | ------------------ | ------------------ | ------------------ | ----------- | ----------- | ----------- | ------ | ------ |
| 2015-2016            | Woking               | NL                   | 12         | 0          | FACup           | 1               | 0               |                    | -                  | -                  | FAT         | 0           | 0           | 13     | 0      |
| 2016-2017            | Woking               | NL                   | 30         | 3          | FACup           | 2               | 0               |                    | -                  | -                  | FAT         | 1           | 0           | 33     | 3      |
| Totale Woking        | Totale Woking        | Totale Woking        | 42         | 3          |                 | 3               | 0               |                    | -                  | -                  |             | 1           | 0           | 46     | 3      |
| lug.-dic. 2017       | Wigan                | FL1                  | 3          | 0          | FACup+CdL       | 0+2             | -               |                    | -                  | -                  | FLT         | 3           | 0           | 8      | 0      |
| dic. 2017-2018       | Sutton Utd           | NL                   | 20         | 1          | FACup           | -               | -               |                    | -                  | -                  | FAT         | 1           | 0           | 21     | 1      |
| 2018-2019            | AFC Wimbledon        | FL1                  | 23         | 0          | FACup+CdL       | 3+0             | 0               |                    | -                  | -                  | FLT         | 3           | 0           | 29     | 0      |
| 2019-2020            | AFC Wimbledon        | FL1                  | 31         | 1          | FACup+CdL       | 2+1             | 0               |                    | -                  | -                  | FLT         | 2           | 0           | 36     | 1      |
| 2020-2021            | AFC Wimbledon        | FL1                  | 19         | 0          | FACup+CdL       | 2+1             | 0               |                    | -                  | -                  | FLT         | 3           | 1           | 25     | 1      |
| Totale AFC Wimbledon | Totale AFC Wimbledon | Totale AFC Wimbledon | 73         | 1          |                 | 9               | 0               |                    | -                  | -                  |             | 8           | 1           | 90     | 2      |
| 2021-gen. 2022       | Crewe Alexandra      | FL1                  | 13         | 0          | FACup+CdL       | 1+1             | 0               |                    | -                  | -                  | FLT         | 4           | 0           | 19     | 0      |
| mar.-giu. 2022       | Reading              | FLC                  | 2          | 0          | FACup+CdL       | -               | -               |                    | -                  | -                  |             | -           | -           | 2      | 0      |
| 2022-2023            | Charlton             | FL1                  | 0          | 0          | FACup+CdL       | 0               | 0               |                    | -                  | -                  | FLT         | 0           | 0           | 0      | 0      |
| Totale carriera      | Totale carriera      | Totale carriera      | 153        | 5          |                 | 16              | 0               |                    | -                  | -                  |             | 17          | 1           | 186    | 6      |

### Cronologia presenze e reti in nazionale
| Cronologia completa delle presenze e delle reti in nazionale ― Saint Lucia | Cronologia completa delle presenze e delle reti in nazionale ― Saint Lucia | Cronologia completa delle presenze e delle reti in nazionale ― Saint Lucia | Cronologia completa delle presenze e delle reti in nazionale ― Saint Lucia | Cronologia completa delle presenze e delle reti in nazionale ― Saint Lucia | Cronologia completa delle presenze e delle reti in nazionale ― Saint Lucia | Cronologia completa delle presenze e delle reti in nazionale ― Saint Lucia | Cronologia completa delle presenze e delle reti in nazionale ― Saint Lucia |
| Data                                                                       | Città                                                                      | In casa                                                                    | Risultato                                                                  | Ospiti                                                                     | Competizione                                                               | Reti                                                                       | Note                                                                       |
| -------------------------------------------------------------------------- | -------------------------------------------------------------------------- | -------------------------------------------------------------------------- | -------------------------------------------------------------------------- | -------------------------------------------------------------------------- | -------------------------------------------------------------------------- | -------------------------------------------------------------------------- | -------------------------------------------------------------------------- |
| 9-6-2022                                                                   | Roseau                                                                     | Dominica                                                                   | 0 – 1                                                                      | Saint Lucia                                                                | CONCACAF Nations League 2022-2023 - 1º turno                               | -                                                                          | 70’                                                                        |
| 12-6-2022                                                                  | Gros Islet                                                                 | Saint Lucia                                                                | 2 – 0                                                                      | Anguilla                                                                   | CONCACAF Nations League 2022-2023 - 1º turno                               | -                                                                          |                                                                            |
| 24-3-2023                                                                  | The Valley                                                                 | Anguilla                                                                   | 1 – 2                                                                      | Saint Lucia                                                                | CONCACAF Nations League 2022-2023 - 1º turno                               | -                                                                          |                                                                            |
| 28-3-2023                                                                  | Gros Islet                                                                 | Saint Lucia                                                                | 3 – 1                                                                      | Dominica                                                                   | CONCACAF Nations League 2022-2023 - 1º turno                               | -                                                                          |                                                                            |
| 17-6-2023                                                                  | Fort Lauderdale                                                            | Martinica                                                                  | 3 – 1                                                                      | Saint Lucia                                                                | Qual. Gold Cup 2023                                                        | -                                                                          |                                                                            |
| 8-9-2023                                                                   | Willemstad                                                                 | Sint Maarten                                                               | 1 – 5                                                                      | Saint Lucia                                                                | CONCACAF Nations League 2023-2024 - 1º turno                               | -                                                                          |                                                                            |
| 11-9-2023                                                                  | Gros Islet                                                                 | Saint Lucia                                                                | 2 – 0                                                                      | Saint Kitts e Nevis                                                        | CONCACAF Nations League 2023-2024 - 1º turno                               | -                                                                          |                                                                            |
| Totale                                                                     |                                                                            | Presenze                                                                   | 7                                                                          |                                                                            | Reti                                                                       | 0                                                                          |                                                                            |